# Pimelodella cristata
Pimelodella cristata es una especie de pez de la familia Heptapteridae en el orden de los Siluriformes.

## Morfología
• Los machos pueden llegar alcanzar los 34 cm de longitudtotal.

## Hábitat
Es un pez de agua dulce .

## Distribución geográfica
Se encuentran en América: Guayana, Guayana Francesa, Perú, Argentina y Surinam.